# Parafia Przenajświętszej Trójcy w Łopusznej
Parafia Przenajświętszej Trójcy w Łopusznej – parafia rzymskokatolicka, znajdująca się w archidiecezji krakowskiej, w dekanacie Niedzica.